# コンティニュアム
『コンティニアム CPS特捜班』（原題：Continuum）は、カナダのSFアクションテレビドラマ。

## 概要
バンクーバーを舞台に、2077年での処刑を逃れて2012年にタイムトラベルしたテロリスト・グループと、それに巻き込まれてタイムトラベルすることになった警護官との対決を描く。
製作は、Reunion Pictures Inc. 、 Boy Meets Girl Film Company 、 Shaw Media 、GK-TV。原案・製作総指揮・ショーランナー はサイモン・バリー。主演はレイチェル・ニコルズ。
カナダでは2012年5月27日に、Showcase局 で放送開始となった。第1シーズンは全10話。2012年8月25日、第2シーズン（全13話）の製作が発表され、2013年4月21日に放送開始となった。
2013年6月5日、第3シーズン継続が決まったことが正式発表された。同8月4日、第2シーズンの放送が完了した。そして、第3シーズンは2014年3月16日に放送開始となった。
2015年10月9日、6話からなる第4シーズンが放送されてシリーズは完結した。
イギリス、アメリカ合衆国、ベルギー、オーストラリアでも放送されており（#放送状況とエピソード一覧を参照）、合計50か国で放送されている。原案者サイモン・バリーは「（本作が多くの国で放送契約を取れた）理由の1つは、アメリカの番組のように見えるからだろう」、レギュラーキャストのビクター・ウェブスターは「5年か10年前までは、カナダの番組はカナダの番組でしかなかったが、今はかなり良くなっている」と、それぞれ述べている。
日本では2014年12月からAXNチャンネルにおいて『コンティニアムCPS特捜班』としてシーズン1が放送された。同チャンネルで2016年1月からシーズン2が放送開始された。

## 基本設定とあらすじ
2077年、バンクーバー。その時代の北アメリカ連邦（ the North American Union ）は企業議会（ the Corporate Congress）が政権を握る寡頭制ディストピア で、ハイテク監視システム の下に一見自由な生活を送る人々が住む警察国家 であった。都市警護局（ City Protective Services 、略： CPS）の警護官たちは、目・耳・脳にサイバネティック・インプラントを備え、CPSネットワークに繋がっており、容疑者照合などを瞬時に行える。また、武器やスーツ（制服）にもハイテク機能が備わっている。
キーラ・キャメロン（レイチェル・ニコルズ）はCPSの有能な警護官であると同時に、夫と息子との家庭を築く献身的な妻・母でもあった。企業議会をターゲットとしたビル破壊などで数万人の犠牲者 を出したテロリスト・グループ（または自由の闘士）”Liber8” が、集団処刑の寸前にタイムトラベルで逃れる。そして、処刑現場に居合わせたキーラも巻き込まれ、2012年のバンクーバーにタイムトラベルしてしまう。
Liber8は、2012年の世界で次々と強盗やテロ事件を起こし、武器や資金を調達するかたわら、将来の要人の買収や革命家のスカウトを行う。その目的は、自分たちが生まれ育ったオーウェリアン社会 が訪れないよう、時間の流れを変えることである。一方、キーラは、愛する夫と息子がいる未来が消滅しないよう、Liber8の野望を阻止しようとする。
キーラはタイムトラベル後、CPSとは連絡不能になってしまうが、その代わりに回線に入ってくる声があった。アレック（エリック・ヌードセン）という、ハイテク好きの天才ティーンエイジャーである。アレックいわく、この回線は彼自身が作ったもので、まだ誰にも知られていないはずだという。彼は実は、2077年の世界における著名発明家で、サドテック社（ Sadtech ）のトップとして北米連邦の政権を握るアレック・サドラーその人（ウィリアム・B・デイヴィス）の若き日の姿であった。将来、CPSのネットワークとなるべき回線を通し、アレックはキーラの目や耳から入る情報を自宅のコンピュータで即座に受信・閲覧できる。同時に、アレックのコンピュータから情報やデータをキーラに送信することも可能である。
キーラはLiber8の手がかりを探し求める途中、バンクーバー警察署のカーロス・フォネグラ刑事（ビクター・ウェブスター）と知り合い、協力を得る。キーラは自分がタイムトラベラーだということを明かさず、当初はテロリスト集団を追ってきたポートランド署の刑事だと偽る。やがて、アレックが政府のコンピュータシステムに侵入して作り上げた”セクション6”（ Section 6 ）という、政府の秘密機関から派遣された対Liber8スペシャリストとして、バンクーバー警察に駐留する形になる。
物語が進むにつれ、Liber8のタイムトラベルを計画したのは2077年の老アレックで、キーラが巻き込まれたのも偶然ではなかったらしいということがわかってくる。また、Liber8とキーラ以外にも未来からやって来た者たちがいる可能性が示唆される。
そして、Liber8のメンバーたちの行動理念が次第に明らかになり、キーラ自身も現代の自然や温かみのある社会に慣れるにつれ、一体どちらが善でどちらが悪なのかが曖昧になってくる。
キーラは、自分の行動が夫や息子、もしかすると自分自身の誕生さえも阻止することに繋がるのではないかと悩みながらも、日々の決断を下さなければならない。

## 登場人物

### レギュラー・キャラクター

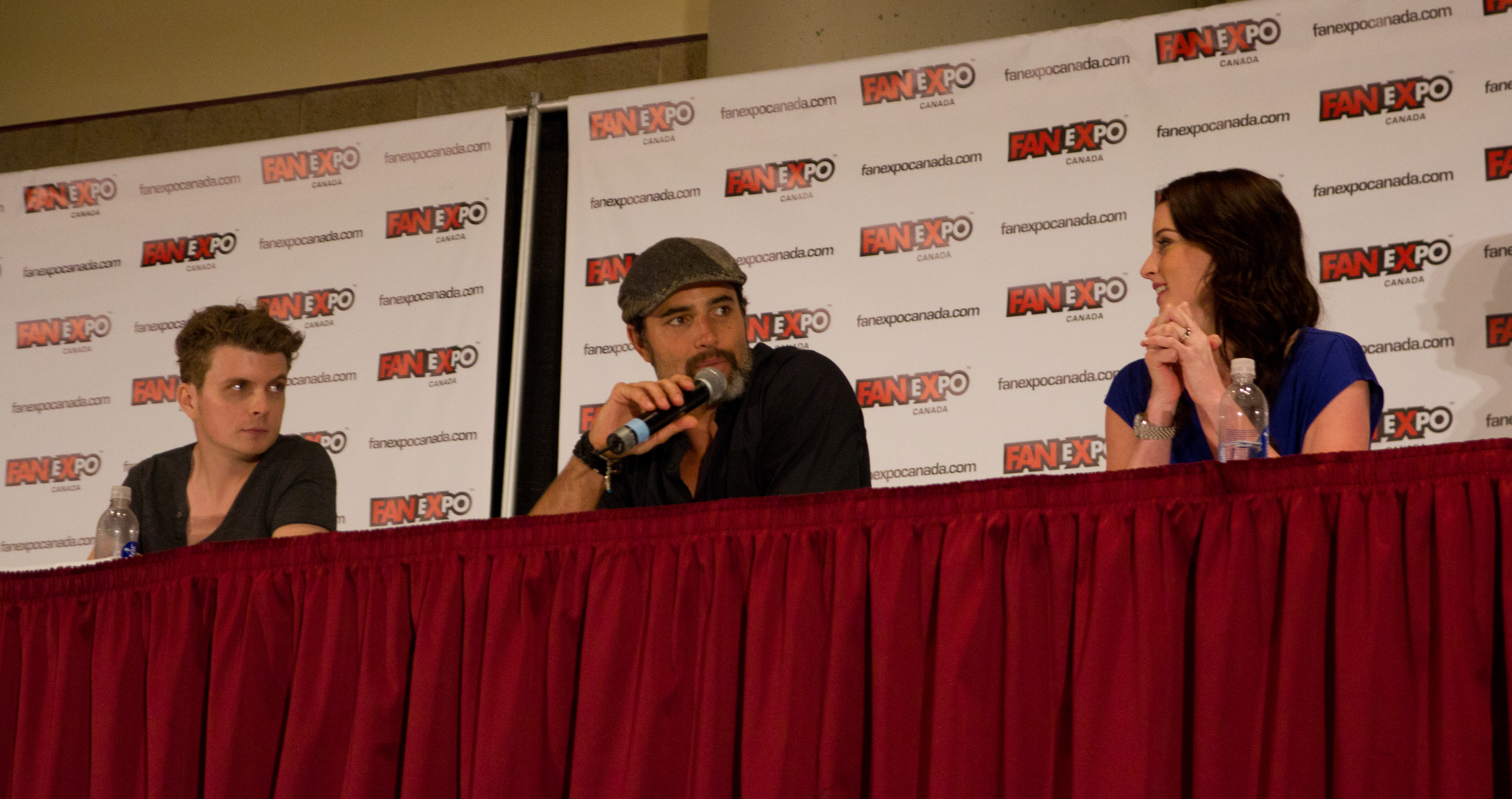
2012年、Fan Expo Canadaにて。左からエリック・ヌードセン、ビクター・ウェブスター、レイチェル・ニコルズ。

- キーラ・キャメロン (Kiera Cameron)
  - 演 - レイチェル・ニコルズ[6][33]、日本語吹替 - 鷄冠井美智子
  - ハイテク機器を駆使する都市警護局（ City Protective Services = CPS ）所属の警護官（ protector[33][34] ）。2077年のバンクーバーで、夫グレッグと7歳の息子サムとともに暮らしていた[33]。処刑から逃れたLiber8のメンバーたちとともに、自分の意思とは関係なく2012年にタイムトラベルする[2][12]。未来人としての素性を隠したまま、アメリカ合衆国の連邦政府の対テロリスト機関”セクション6”の一員という触れ込みで[33] バンクーバー警察署の協力を得て[34][35] Liber8を追い[25]、夫と息子がいる”歴史”を守るために[36] 時間軸の改変を防ごうとする[33]。現代に着いたばかりの頃はロボット的なふるまいを見せる[6]。2077年の世界では何でもハイテク道具で対処することに慣れていたため、捜査パートナーのカーロスに「自分の勘を信じろ」と言われて戸惑う[2] が、現代の案内役を務めてくれるアレックの助けもあり、次第に現代人に近い感性を培うようになる。2012年に来てから初めて馬を見るなど、豊かな自然とぬくもりが残っている現代で暮らすうち、自分は間違った側で戦っているのではないかと疑問を抱くようになる[2][12]。また、カーロスとの友情・信頼関係を育むにつれ、彼に嘘をつき続けることに苦悩する[2][32][34]。2077年に残した家族のもとに戻ることを常に願い続けているが、強靭な戦闘能力の一方で一人現代の別世界で生きることの孤独感に苦しみ続けながらも真実を打ち明けられないため、時としてケロッグと一夜を共にしてしまう弱さも併せ持つ。第3シーズン終盤では時空の異なる別の未来から現われたブラッドに心を寄せる様になる。2013年、CPSの同僚だったエレナと再会する。性格的にキレやすい面もあり、サムの誕生日にガードナー捜査官とハリス警部にスパイ嫌疑で尋問されてキレたほか、致命的失敗を犯した若アレックに激怒し小突くシーンも見られる。ジャスミン・ガーザを逮捕した際にはアレックが目を背けるような拷問を加えて自白を強要する様な冷酷な面も持ち合わせている。また第2シーズン最終話ではフリーランサーに捕えられ自らがフリーランサーの一員となることを余儀なくされた挙句、第3シーズン第1話ではキーラ自身が思わぬ悲劇に見舞われ、さらに数奇な運命を背負うことになる。なお、当初の脚本では、主人公の名前はカイル（ Kyle 、男性）だった[2]（#原案・企画も参照）。

- カーロス・フォネグラ (Carlos Fonnegra)
  - 演 - ビクター・ウェブスター[6][37]、日本語吹替 - 北田理道
  - 2012年のバンクーバー警察署（ VPD ）の刑事[25] で、キーラの捜査パートナー[33][34][38]。本作における倫理的指針[31]。ハンサムでタフだが、ソフトな内面もあわせ持つ[37]。仕事熱心で正義感が強く、猪突猛進になりがちな面もある[37]。移民の子[37] で、コロンビア出身[39]。離婚歴あり[37]。子供の頃、麻薬組織に父を殺された[37]。殺人の嫌疑がかけられた際、キーラに助けてもらう。キーラの話を完全に信じているわけではない[37] が、キーラは政府の一任によって事件解決に確実に貢献してくれているという思いから信頼するようになる[39]。しかし、第2シーズン第6話の連続殺人事件捜査において、どうしても腑に落ちない点が多いことなどから、ついにキーラに詰め寄り、真実を知らされることになる[40]。以降キーラの行動に理解を示す様になるが、第3シーズンではキーラに起きた悲劇をきっかけにキーラとの関係がぎくしゃくしたものになっていく。第4シーズンでは負傷したディロン警部に代わって指揮を執るようになり、以降30年間に亘って警察長官として偉大な功績を築き上げることになる。

- アレック・サドラー (Alec Sadler)
  - 演 - エリック・ヌードセン[2][6][41]、日本語吹替 - 中島ヨシキ
  - 17歳の天才ハイテク少年[2][5][41]。キーラの素性を知る唯一の現代人[2] として、キーラにとっては最も信頼できる相手[2] であるとともに、弟のような存在でもある[2]。2077年の世界で超ハイテク企業のトップとして企業議会に君臨する大物の若き日の姿[25][36]。実父も、さまざまなハイテク機器を発明した天才だった[41]。父の死後は自宅のコンピュータ室にこもってばかりいた。ある日、自身が実験開発中[34] の暗号化回線に突然、キーラの声が入ってくる[42]。最初は悪戯だと思う[42] が、キーラと信頼関係を育むようになり、彼女のインプラント（これも未来の自分が発明した[34]）を通して協力する[32]。ショートしたキーラのスーツを修理する[2] 過程で、そのシステムファイルの中に隠された未来の自分からのメッセージを見つける。第1シーズンでは、継父が経営する農場の納屋の地下コンピュータ室でモニター群に囲まれていることが多く、キーラと直接会うことはほとんどない[42]。そのため、キーラにとっては”頭（または耳）の中の声”[34][42] である。未来の自分からのメッセージを解読したことから、自分は果たして正しいことをしているのか、自分の未来はすでに決まっているのかなど、思い悩む[2][31][34][41]。第2シーズンでは都会のアパートに引っ越し、一時的にコンピュータ店に勤める[31]。ケロッグからの共同ビジネスの誘いに迷いを示すが、最新機器が設置されたコンピュータ・ラボを見せられてオファーを受け入れる。また、恋人ができる[40]。第2シーズン最後に致命的なミスを犯し、それがキーラほかフリーランサーを巻き込み第3シーズン以降の展開の起点となると共にキーラの運命を大きく狂わせる。

- マシュウ・ケロッグ (Matthew Kellog)
  - 演 - スティーヴン・ロボ（英語版）[43]
  - Liber8の一員として、2077年から2012年にタイムトラベルした。人当たりが良いが、基本的に自分の利益しか考えていない快楽主義者である[13]。その背景にはLiber8戦士だった妹をキーラ率いるCPSプロテクターに殺害されたという心の傷も存在する面もあるかもしれない。心理学を学んでいたこともあり、人を操るのが得意[13]。2012年の世界に到着した後、Liber8を脱退して株投資や競馬などで儲け、ボート住まいで現代の自由な生活を楽しみながら、まだ生まれていない自分のために経済的な礎を築こうとする。キーラに言い寄り、協力することもあるが、いまひとつ信用できない男である。逆に弱みを握られているため、キーラからも半ば脅迫めいた要求を突きつけられることもある。第2シーズンでは、都会に引っ越した若アレックに共同ビジネスを持ちかけ、コンピュータ・ラボを提供する。アレックに対しては甘い態度を取り、ラボも自由に使わせるが、アレックがエミリーをラボに連れ込んだ時は明らかに不満を見せ、エミリーを追い出す。現代を楽しむ生き方を選んだはずだが事業欲に目覚めた結果、未来の方向性を決定づける重要なキーマンとなってしまい、予期せぬ落とし穴に嵌ってしまう。

- エドワード・カガミ (Edouard Kagame)
  - 演 - トニー・アメンドーラ[6][9][25]、日本語吹替 - 山本兼平
  - Liber8のリーダー兼スポークスマン。他のメンバーたちより数週間遅れて2012年に到着したため、タイムトラベル中に消失したのではないかと思われていた。自分が不在の間、トラヴィスが肉体戦略で派手なテロばかりを指揮し、2人のメンバーを死なせていたと知り、「今後は頭脳戦に切り替える」と宣言。資金を活用して将来の要人を買収する一方で、インターネットなどを利用して新メンバーを募ったり、大企業に対して不満を持つ人々を煽ったりする。とりわけ、アレックの継兄ジュリアンのスカウトに力をそそぐ。実はタイムトラベル前に、老アレックや老ジュリアンと面識があった。2012年に生まれる自分のための資金を確保してから、ソーニャに後を託し、自分が生誕する日にビル爆破テロを決行する。第1シーズン最後で死亡しているが、第2シーズン以降も出演シーンが無い訳ではない。企業議会が誕生しなければテロリストではなく崇高な理念の持ち主として国民に慕われる指導者になっていたであろう優秀な人物。

- トラヴィス・ヴァータ (Travis Verta)
  - 演 - ロジャー・クロス[14]
  - Liber8のメンバー。Liber8に参加する前は、スーパーソルジャー[20] を造り出すサイバネティックス研究の実験台だった[14] が、研究が打ち切られて処理されそうになったところをソーニャに救出された[44]。超人的なパワーと、ほぼ不死身の肉体を持ち、殺戮を躊躇しない[14][20]。2012年の世界では、カガミが到着するまで、臨時リーダーとして指揮を執る。カガミ到着後、「静」のカガミと「動」のトラヴィスの間でたびたび意見が対立し、次第に関係がギクシャクするようになる[14]。第1シーズン最終話でソーニャを尾行し、詰め寄ったところに多数の銃弾を浴びて死んだかに見えたが、第2シーズン第1話で復活し、地元のギャング組織を指揮下に置く。脳内に、軍仕様のCMRを備えている。第3シーズン終盤でテロ活動を断念し、第4シーズンでは警察を襲撃した2039年戦士と死闘を演じて殺害されそうな危機に瀕したカーロスを救う。

- ソーニャ・ヴァレンタイン (Sonya Valentine)
  - 演 - レクサ・ドイグ（英語版）[6][43][44]
  - Liber8のメンバー。美しく、ズル賢く、生存本能が強い[44]。男をたぶらかすのが得意。Liber8に参加する前は、スーパーソルジャー研究を指揮していた。実験台の1人であったはずのトラヴィスに次第に惹かれるようになり、スーパーソルジャー計画の打ち切りが決まった際に一緒に脱出した[14]。トラヴィスと恋人関係にあるが、カガミへの忠実心を最優先しており、カガミに最も信頼されているメンバーである。第1シーズン最終話で、カガミの遺言に従ってカガミ夫人に大金を届けた後、トラヴィスに大量の銃弾を撃ち込む。第3シーズン終盤で時空の異なった別の未来から現われたブラッドの証言で自分たちのテロ活動が未来を望む方向どころか破滅的状況に向かわせてることを知った仲間が離反し、一人納得できずに警察署内で自爆する。

- ルーカス・イングラム (Lucas Ingram)
  - 演 - オマリ・ニュートン（英語版）[45]、日本語吹替 - 武内駿輔
  - Liber8のメンバー。一見平凡な男だが、頭脳明晰で抜け目がない[45]。Liber8に参加する前は、サドテック社のエンジニアとして、時間歪曲兵器の開発を指揮していた。しかし、それが悪用されると悟り、アレックと対立したのがきっかけで裏切り者の汚名を着せられ[45]、Liber8に参加する決心をした。戦闘能力はほぼ皆無だが、ハイテク方面での能力が卓越しており、Liber8にとって欠かせない存在。2012年に到着した直後に逮捕されるが、武器を調達した仲間たちによって救出される。トラヴィスとソーニャが袂を分かつことになると、ソーニャに従う。ベティを通して、バンクーバー署の動向を把握している。第2シーズン後半では、タイムトラベルの副作用からか、死者の幻影を見るようになる。そして、カガミの幻影に指示される形で、ソーニャの意向を無視したサイバー攻撃でバンクーバー中をパニックに陥れるが、指示そのものを発していたのは実はジュリアンだった。

- ジャスミン・ガーザ (Jasmine Garza)
  - 演 - ルヴィア・ピーターセン[46][47]
  - Liber8の戦士。長距離ライフルからナイフ、そして爆発物の扱いや肉弾戦に至るまで、高い戦闘能力を持つ。ストイックであまり喋らないが、喧嘩っ早い[47]。2070年代の世界では、企業軍に囚われて3年にわたる拷問を受けていたため、心に深い傷を負っている[47]。Liber8ではトラヴィスに肩入れしており、カガミやソーニャを信頼していない。老アレックと面識があり（第2シーズンの宣伝用映像より）、若アレックに「あたし、きれい？」と尋ねる場面（第1シーズン第10話）がある。トラヴィスとソーニャが袂を分かつことになると、トラヴィスに従う。第3シーズン以降ではLiber8の戦士というスタンスは変わりないが、時間軸の変化による現代・未来のあらゆる場面に登場し、射殺されたり、老アレックから指示を受けたり、あるいはキーラの味方として戦っていたりで、現代でも2077年時点でも真の姿があいまいな謎の存在。

- ベティ・ロバートソン (Betty Robertson)
  - 演 - ジェニファー・スペンス（英語版）[43][48]
  - バンクーバー警察署のコンピュータシステム・スペシャリスト[48]。若くて頭脳明晰だが、トラブルを省みずに自分の意見を正直に言い過ぎる傾向がある[48]。フォネグラ刑事に好意を寄せており[48]、彼がキーラに惹かれているらしいと思っていることもあって、キーラを警戒している[48]。Liber8のスパイ。

- ディロン警部 (Inspector Dillon)
  - 演 - ブライアン・マーキンソン（英語版）[32][49]
  - バンクーバー警察署における、カーロスやベティの上司。やり手で古いタイプの熟練捜査官で、部下たちに信頼されている[49]。若い頃はボクシングをやっていた[49]。法を犯す者は身内でも容赦せずに逮捕する[49]。署内での政治的な世渡りも心得ているが、軍や政府など外部から指図されることが大嫌いで[49]、ガードナー捜査官（後述）と対立する。キーラの場合は外部所属者として協力することを許容している[31]。第2シーズン第5話でバンクーバー署を解雇された後、エシャー氏に雇われる。第2シーズン第9話、エシャー氏の援助によってバンクーバー署に復帰する。第3シーズン終盤でソーニャの自爆テロに巻き込まれ重傷を負う。

- ジュリアン・ランドル (Julian Randol)
  - 演 - リチャード・ハーモン（英語版）[50]
  - 2012年の世界に登場。ローランド（後述）の息子で、アレックの継兄。友達がいない孤独な少年時代を送っていたが[50]、反資本主義の父に認められようとする思いから、反体制的な態度を強めていく[50]。さらに、カガミの影響を受け、反企業派の思想家としての道を歩み始める[50]。第2シーズンでは未来を思い詰めたキーラに殺害されそうになるがカーロスに救われる。

### 準レギュラー・キャラクター
- 老アレック・サドラー (Alec Sadler)
  - 演 - ウィリアム・B・デイヴィス[3][32][36]
  - 2077年の世界で北アメリカ連邦の政権を握る大企業の1つ、サドテック社のCEO。Liber8とキーラを2012年の世界に送り込んだらしい。キーラのスーツのシステムファイルの中に、2012年の自分宛のメッセージを隠していた。老ジュリアンにカガミを引き合わせた。

- アン・サドラー (Ann Sadler)
  - 演 - ジャネット・キダー（英語版） ** アレックの母。2012年の世界に登場。

- ローランド・ランドル (Roland Randol)
  - 演 - マイケル・ロジャース（英語版）
  - 2012年の世界に登場。農場経営者で、アンの再婚相手。近隣の住民たちと定期的に反資本主義会合を持つが、具体的な行動を起こすには至らない。息子ジュリアンが破壊デモに参加したり大量の爆破装置を用意していることを知って止めようとするが失敗し、警察にテロリストだと勘違いされて射殺される。

- グレッグ・キャメロン (Greg Cameron)
  - 演 - ジョン・リアドン（英語版）
  - キーラの夫。2070年代のフラッシュバック・シーンで登場。キーラの妊娠を知り、結婚する。上司の老アレックをキーラに紹介。

- サム・キャメロン (Sam Cameron)
  - 演 - ショーン・マイケル・カイヤー[51]
  - キーラとグレッグの7歳の息子。2070年代のフラッシュバック・シーンで登場。

- ガードナー捜査官 (Agent Gardiner)
  - 演 - ニコラス・リー[31]
  - 第1シーズン第10話より登場。カナダ安全情報局（ CSIS ）の捜査官。Liber8がビル爆破を企んでいるという知らせを受け、バンクーバー署に派遣される。キーラをLiber8のスパイだと疑う。カガミがビル破壊テロを決行した際、爆発を生き延びて透明化するキーラを目撃したことにより、さらに猜疑心を強くする[31]。謎の男ウォーレンを見つけるためにキーラと渋々ながら共同捜査を行うが、手がかりを見つけたところでウォーレンに射殺される。

- ノラ・ハリス警部 (Inspector Nora Harris)
  - 演 - キャサリン・ロッホ・ハグクウィスト[52]
  - 第2シーズン第5話より登場。ガードナー捜査官に協力し、バンクーバー署内にいると思われるLiber8のスパイを洗い出す捜査を指揮すると同時に、解雇されたディロン警部の後継者となる。しかし、第2シーズン第9話に解雇される。

- エミリー (Emily)
  - 演 - マグダ・アパノヴィッチ（英語版）
  - 若アレックの恋人。第2シーズン第3話から登場。シャイな外見とは裏腹に、実はエシャー氏が送り込んだスパイ兼護衛役。体術に長けており殺人も辞さない。次第にアレックに本当に惹かれるようになり、任務と感情の板ばさみになる。本名はマヤ・ハートウェル（ Maya Hartwell ）。恐喝や傷害の嫌疑がかけられていたが、恋人の”自殺”後に失踪して以降、マヤとしての経歴は残っていない。第2シーズン第12話でフリーランサーに撃たれて死亡したが、時空間の変化により事件そのものが無くなり第3シーズン以降でも引き続き生存している。

- 老ジュリアン・ランドル (Julian Randol)
  - 演 - ジェリー・ネアン[53]
  - 2070年代に登場する年老いたジュリアン。テーセウスという通称で知られる大テロリスト（または自由の闘士）で、Liber8の創設者かつカガミの師であり、囚人たちの人望を集めている。死刑が決まっていたが、老アレックが手を回して回避させる。

- ジェイソン (Jason)
  - 演 - イアン・トレイシー（英語版）
  - 第1シーズン第10話から登場。2077年の世界より、Liber8やキーラと同時にタイムトラベルしたが、1992年に到着していた。精神障害を患っているようだが[32]、Liber8の処刑現場にいたキーラの顔を覚えていて呼び止め、その日に起こるはずのビル爆破テロについて警告する。ケロッグが若アレックのために用意した新しいコンピュータ・ラボにも出入りし、アレック不在時には代理でキーラに協力することもある。アレックの父親である可能性が示唆されていたが、実は息子で、老アレックによって現代に送られていた。

- エシャー氏 (Mr. Escher)
  - 演 - ヒュー・ディロン（英語版）[26][40][54]
  - 2077年の世界で企業議会に議席を持つ屈指の大企業パイロン社（ Piron Corporation ）の現代におけるCEO。第1シーズン第10話以降、名前がたびたび言及されていたが、若アレックの調査でもなかなか詳細がつかめなかった。ガードナーがキーラを捜査から外させようとした際、CSISに圧力をかけ、キーラの邪魔をしないように指示。第2シーズン第6話で、ディロンの紹介によってキーラと初対面。その後、バンクーバー署のテロリスト対策に資金援助をするようになり、警察国家の雛形を作る。Liber8のタイムトラベル装置を狙っている。実はアレックの父親で、以前はマーク・サドラー（ Marc Sadler ）と名乗っていた。10代の時にフリーランサーにスカウトされ、仲間たちとともに現代にタイムトラベルしていたが、袂を分かつことになった。アンとアレックに危険が及ばないよう、火事による死を装って姿を消し、”エシャー”となっていた。

- レベッカ (Rebecca)[注釈 2]
  - 演 - タナヤ・ビーティ[55]
  - ジュリアンの崇拝者。第2シーズン第7話より登場。

- ジム・マーティン (Jim Martin)[56]
  - 演 - ターモー・ペニケット
  - 次期市長候補。コロンビアからの移民で、カーロスの旧友だが、現在は仲違いしている。労働組合長選挙の際の資金繰りを調査していたレポーターの殺人事件をめぐり、カーロスと再会。Liber8から密かに資金援助を受けながら、表向きには反テロリスト派として市民の人気を集めつつある。カガミの死後、Liber8が分裂すると、ソーニャ側と取引を継続するが、やがてトラヴィス側からも協力を迫られ窮地に陥る。

- ウォーレン (Warren)
  - 演 - エイドリアン・ホームズ（英語版）
  - フリーランサーのリーダー格。セクション6の捜査官を装ってバンクーバー署からチェンとジャウォースキーの遺体を入手し、密かに墓からエレナの遺体も入手する。その後、手がかりを掴んだガードナー捜査官を殺す。2077年の世界で、Liber8の処刑時にジェイソンともみ合っているうちに一緒にタイムトラベルした。

- ミラー (Miller)
  - 演 - ザック・サンティアゴ
  - フリーランサーで、いつもウォーレンと行動をともにしている。

- クレイトン (Clayton)
  - 演 - アダム・グレイドン・リード[57]
  - バンクーバー署の検死官。キーラの正体を知らないため、彼女が死因や手口などについて示す洞察力・情報収集力にしばしば舌を巻かされる。

- リッキー (Ricky)
  - 演 - ジェシー・リード[58]
  - 都会に出た若アレックが部屋を借りるようになった家の主。アレックの新しい友人の1人でもある。

- エレナ (Elena)
  - 演 - ケイトリン・クロムウェル[59]
  - 第1シーズン第1話より登場。2070年代のCPSにおけるキーラのパートナーで、キーラよりも冷静沈着な警護官。第2シーズン第4話で、1975年にタイムトラベルしていたことがわかる。CPSをオフにし、普通の結婚・子育てをしていたが、2013年にキーラと再会した時には余命いくばくもなかった。CPSを再びオンにしてキーラに協力した後、死亡。第2シーズン第7話で、何者かによって遺体を盗まれる。

- カガミ夫人 (Mrs. Kagame)
  - 演 - ベアトリス・サリス[60]
  - エドワード・カガミの母。第1シーズン第5話に、妊娠している状態で初登場。同第10話でエドワードを出産した後、ソーニャから大金を手渡される。第2シーズンの宣伝用映像にも登場している。

- マディー (Maddie)
  - 演 - オリヴィア・ライアン・スターン[61]
  - 2012年の世界に登場。マシュウ・ケロッグの祖母になるはずの少女だったが、第1シーズンに死亡。

- カーティス・チェン (Curtis Chen)
  - 演 - テリー・チェン（英語版）
  - Liber8の冷徹な戦士。第1シーズンに死亡。第2シーズン第7話で、ウォーレンたちによって遺体を盗まれる。第3シーズン以降ではフリーランサーの一員としてLiber8とは袂を分かって行動する謎の存在。

- ステファン・ジャウォースキー (Stefan Jaworski)
  - 演 - マイク・ドプド（英語版）
  - Liber8の戦士。第1シーズンに死亡。第2シーズン第7話で、ウォーレンたちによって遺体を盗まれる。

- マーティン・ブラッドリー (Martin Bradley)
  - 演 - ジョナサン・ロイド・ウォーカー（英語版）

- ブラッド・トンキン (Brad Tonkin)
  - 演 - ライアン・ロビンス（英語版）
  - Liber8とキーラのいた2077年とは別の時空上の2039年からタイムトラベルしてきた第3シーズン後半に登場する戦士。2039年は企業議会が存在しない代わりに戦乱の続く全てが破壊しつくされた社会と化していて、その起点となったLiber8の活動を止める使命を帯びて現代に送り込まれた。現代にタイムトラベルした後に交通事故に遭い記憶を失い自分の名前も言えなかったが、なぜかキーラ・キャメロンの名前だけを記憶していたためキーラが病院に呼び出された。徐々に記憶を取り戻すうちに第3シーズン最初から重大な関りがあり、キーラとの驚愕の敵対関係が明らかになる。しかし妻子を戦火で失い一人現代に送られた立場から、似た境遇のキーラと心を通じ合う様になり、わずかな期間で恋仲とも言える関係となるが、シーズン4では再び敵対関係となるざるを得なくなる。第3シーズン終盤以降の実質上のレギュラー。

## 諸設定

### 2070年代
本作で描かれている未来技術は（タイムトラベル技術を除き）2012年時点の実世界ですでに考案済みのものばかりである。脚本スタッフ会議で出されたさまざまなアイデアについてインターネット検索してみたところ、どれもすでに誰かが研究・開発を始めていたという。また、『Popular Mechanics』『ポピュラーサイエンス』『Wired』といった雑誌も参考にされている。

#### 環境と社会
- 経済的に破綻した従来の政府に代わり、企業議会（ the Corporate Congress ）が政権を握っている[1][25][29]。
- 地球温暖化の進行によって上がった水位に対応するためらしく、イングリッシュベイ（英語版）にダムがある[12]。
- スタンレーパークに高層ビルが建ち並んでいる[12]。
- 現代のブルックリンから展望するマンハッタンの町並みに200年の建築史が認められるように、2070年代の町並みも意図的にデザインが不統一になっている[62]。
- 乗り物（タクシーや警護局の乗り物など）が空中移動する。
- 現代の自動車のような乗り物が存在しないか、少なくとも自分で運転する必要がなく、キーラはタイムトラベル後に初めて車を運転することになって戸惑う[7]。
- 動物がいないか、あるいは極端に減少しており、例えばキーラはタイムトラベル以前に一度も馬を見たことがなかった[2]。
- 水道がない[2][15][36]。
- 食物は流動食である[2]。

なお、サイモン・バリーは、本作の未来世界をディストピアと思うかどうかは捉え方次第であり、例えば1930年代の人が2013年にタイムトラベルしたら、2013年をディストピアだと思うかもしれないと述べている。

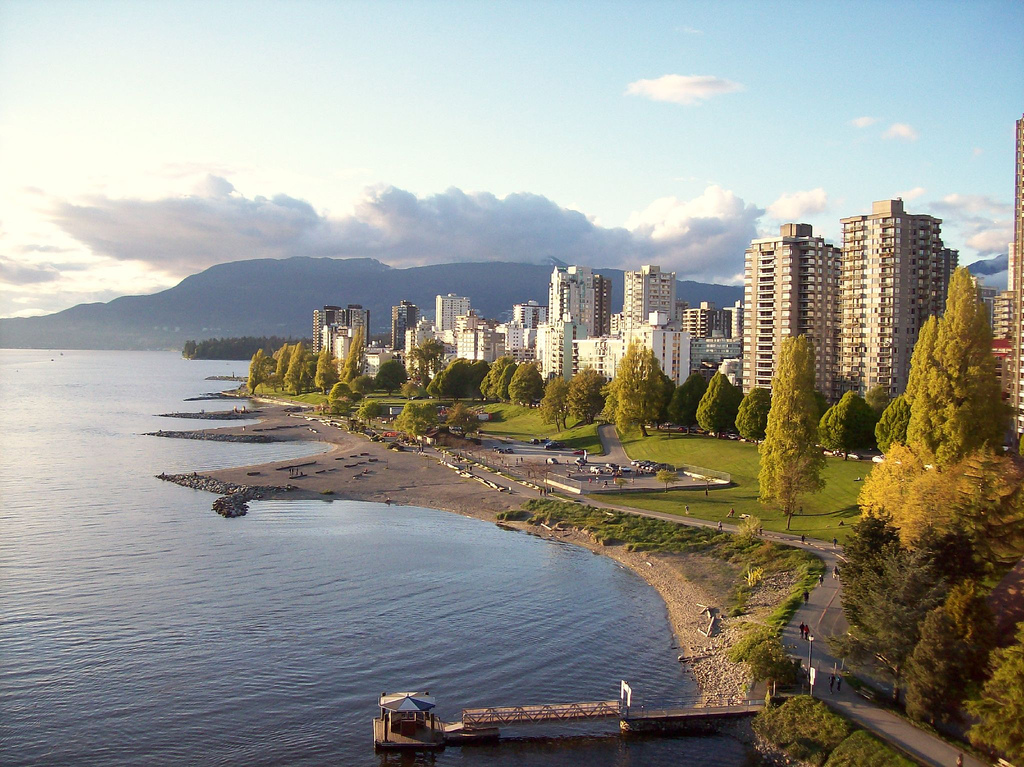
イングリッシュベイ沿岸
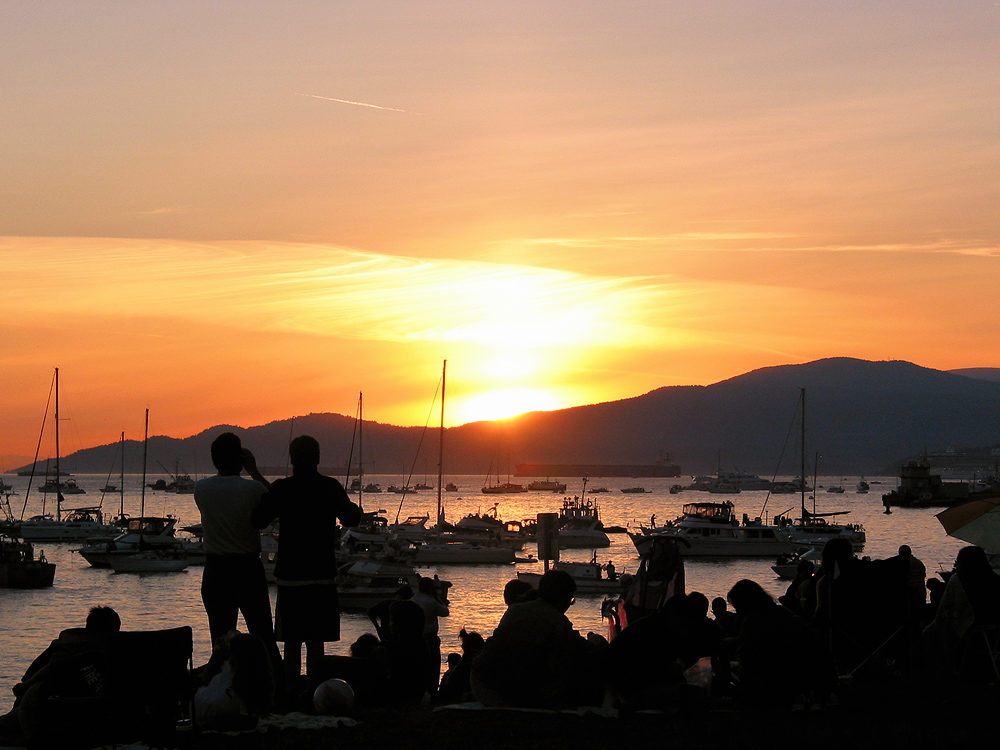
夕刻のイングリッシュベイ
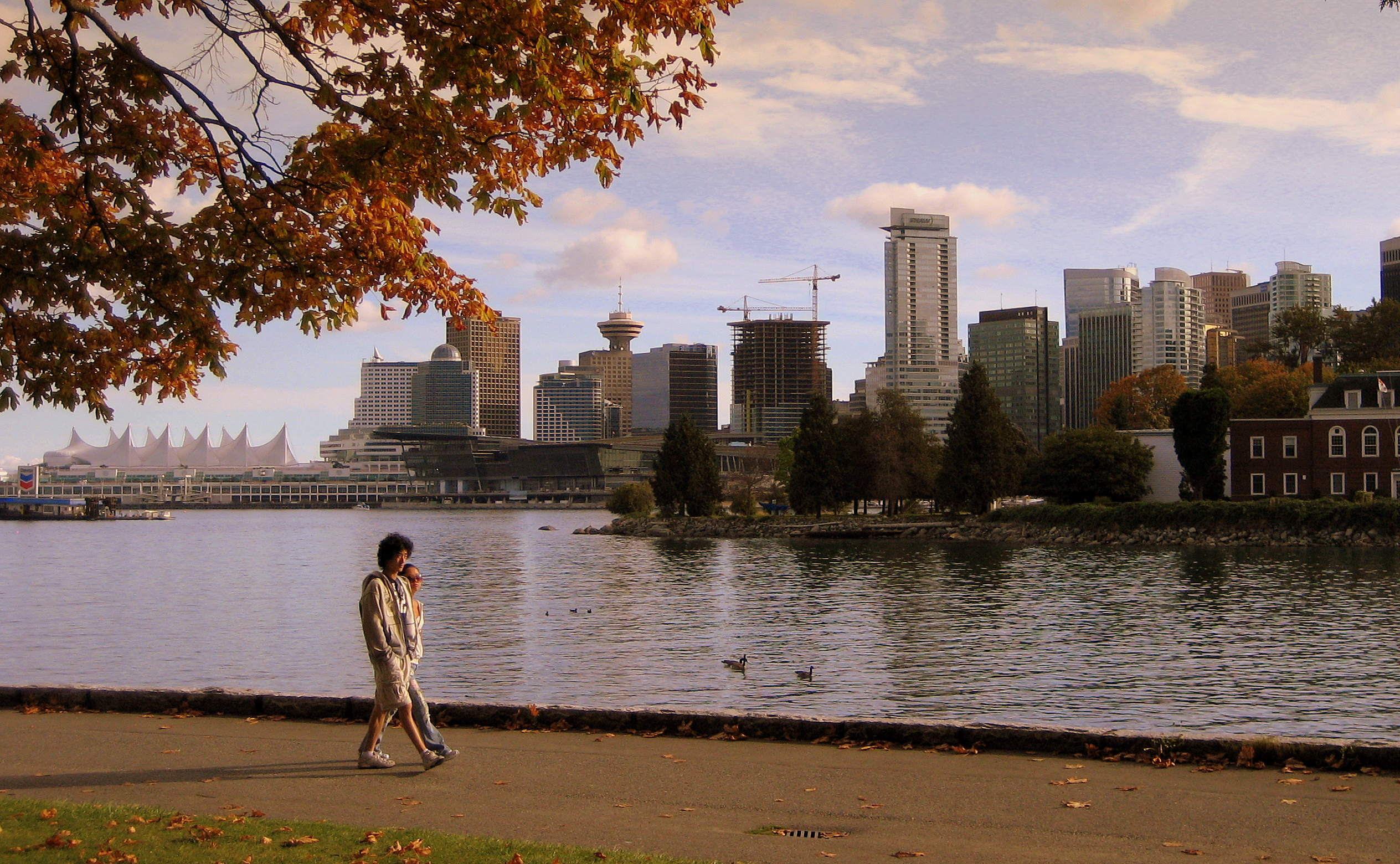
スタンレーパークの遊歩道（対岸はダウンタウン）

#### 警護官
- 所属 - 警護官（ protector[34][35] ）は、企業議会傘下の都市警護局（ City Protective Services）、通称 CPSに所属する。
- 肉体 - 脳に CMR（下記）が移植されているなど、サイバネティックスインプラントで強化されている[6][29][35]。
  - 目のインプラント - HUDが備わっており[62]、指紋照合・弾道分析などの現場検証が行える。また、人を見るだけで、CPS本部のデータベースに照合して容疑者や前科者の確認を行ったり、そのバイオリズムを分析して嘘をついているかどうかも判断できる。見たばかりのことを巻き戻して再生しながらズームインし、読話を行うことも可能。
  - CMR（ cellular memory recall[43] ） - 脳内にある[20] 強力な記憶・記録機能[15] と通信機能[62] を備えた液体チップ[5]。目や耳から入った情報はCMR経由で映像データとして本部にアップロードでき、裁判の証拠として使用される。キーラが2012年に到着して間もない頃、家族の記憶ビデオを若アレックがコンピュータで閲覧している。CMRを移植された脳は生身のコンピュータとも言えるが、警護官は人間そのものである[29]。ただし、ネットワークへの侵入者によって遠隔操作されてしまう危険性があり、第1シーズン第8話「Playtime」ではキーラの人格がLiber8に乗っ取られる。タイムトラベル前、老アレックがキーラのCMRに密かにアクセスしていた。自分の意思でCMRをオフにすることも可能。心理カウンセラー・プログラムが内蔵されており、極度なストレスにさらされたりすると自動的に稼動する[31][注釈 3]。CMRカウンセラーの裁量により、CPSネットワークから一時的に切り離したり、ストレスの原因となっている記憶を消去することも可能[63]。
- スーツ - タッチスクリーン操作により[62]、戦闘力強化、防弾、エネルギーシールド、色彩変化・透明化などの機能を発揮する[6][7][64]。ほぼあらゆるエネルギー源（電気、炎など）を利用して再充電することが可能で、稼動中はCMRネットワークおよび若アレックのコンピュータで追跡できる[65]。
- 電撃銃 - 非使用時には銃把のみの形になっているが、構えると自動的に銃の形になる。ターゲットに関するデータが銃口の横にホログラム表示される。電撃によって人を気絶させるのみでなく、自動車などを止めることも可能。本来の使用者以外の者が使用しようとすると感電してしまう。
- マルチツール - 電子ロック解除や自白剤注入など[6][30]、さまざまな機能[7][15][34] を備えた携帯装置[注釈 4]。

### 現代
第1シーズン第1話は2012年という設定。第2シーズン第1話は第1シーズン最終話の直後だが、第2シーズン第5話は2013年3月15日となっている。

#### セクション6
- セクション6（ Section 6または Section VI[31] ）は、キーラと若アレックが捏造した架空の組織[31] で、アメリカ合衆国連邦政府所属[39] の秘密機関ということになっている。
- ガードナー捜査官が調べた範囲では、FBIにもNSAにもその存在を知る者はいない（第2シーズン第5話より）。
- 第2シーズン第7話で、セクション6の”ウォーレン捜査官”（ Agent Warren ）と名乗る謎の男がバンクーバー警察署内の死体安置室に現れ、死亡した2人のLiber8メンバーの死体を引き取る。

### タイムトラベル
本作におけるタイムトラベル設定について、劇中でいくつかの説が取り上げられたり、あるいは示唆されている。特に重要なのは、キーラとLiber8が本来存在していた2077年が、タイムトラベル後の2012年と同じ時間軸上にあるのかどうかという点である。
物語の序盤で、2012年のアレックは2つの可能性を挙げている。
- タイムループ説[6]
  - 2077年のアレックは、2012年に現れたキーラに関する記憶を持っており、彼女のインプラントやハイテク装備がアレックにサイバネティックス開発に関するヒントを与えた。2012年から見た「未来」はすでに決定しており、歴史の流れを変えることは不可能である。
- 歴史改変説[1][6]
  - キーラとLiber8のタイムトラベルにより、歴史の流れが変わった。この2012年の時間軸の延長上に、本来の2077年の世界が存在するかどうかは未確定である。

第1シーズン第5話「A Test of Time」では、キーラの祖母、ケロッグの祖母、カガミの母という3人の先祖をめぐって親殺しのパラドックスが試されることになる。結局、ケロッグの祖母が命を落とすが、ケロッグは消滅しない。
第1シーズン第10話「Endtimes」（シーズン・フィナーレ）では、Liber8とキーラのタイムトラベルを仕組んだのは2077年の老アレックであり、タイムトラベル後の2012年に何が起きるのかを知っていたらしいと明かされる。
同話には、やはり2077年からタイムトラベルして来たという男ジェイソンが登場するが、彼が到着したのは2012年ではなく1992年だった。他の未来人たちがさまざまな時点に現れている可能性もあり、ジェイソンは彼らをフリーランサー（ freelancers ）と呼ぶ。ジェイソンによれば、たいていの技術革新にはフリーランサーが関与しているという。
やはり、第1シーズン終盤、カガミは「こちらの岸で小石を海に落としたら、向こう岸で津波が起きるか」と問う（バタフライ効果を参照）。
第2シーズン序盤では、アレックが未来の自分から受け取ったメッセージの中身をキーラに告げる。それによれば、アレックの使命は、自分の行動や発明が創り上げることになるはずの、企業が支配する社会を回避することにあるという。「僕があなたに協力することは、未来の自分の要望に反することになるのではないか」と悩むアレックに対し、キーラは「あなたがあたしをここに送った理由は何なの？」と問い返す。
なお、Liber8はタイムトラベルの着地点として、もっと後の時代（2072年頃）を想定していたのが跳躍し過ぎて2012年に到着した ことになっているが、カガミは現代で若アレックと会うことを老アレックから聞かされており、始めから老アレックにより仕組まれた計画だったことが明らかになっている。
サイモン・バリーによると、本作のタイムトラベル設定に関する”ルール”はすでに製作スタッフの間で打ち立てられており、物語の中でさらに探られていくことになるという。
第3シーズンでは歴史改変説の発展形としてフリーランサーグループから新たにツリー説が示される。現代を木の幹に例えて一つ一つの出来事によって未来が枝の様に分かれるというもので、第３シーズン以降では物語の進行がこの説に基づくものとなる。フリーランサーも交えてLiber8対キーラという枠組みを超えて複雑化し、時間軸の異なる未来からタイムトラベルしてきたブラッド・トンキンも登場する。若アレック・サドラーは自分自身のミスにより極めて複雑かつ微妙な状況下におかれ、その動向が未来を左右する事態に発展する。またブラッド・トンキンは25年後から現代にタイムトラベルした結果、少年時代の自分自身と出会うことになり、同じ時間に同一人物が二人存在する事態も発生する。ケロッグが祖母になるはずだったマディーが殺害されても消滅しないのはマディーが存在していたはずの別の時間軸からタイムトラベルした結果である。未来から見た過去は一律なのに対し、現代から見た未来は枝葉の様に分かれていて、例えキーラが2077年に戻ろうとしても何か行動を起こすたびに時間軸が変化するために同じ時間軸に戻れるとは限らず、フラッシュバックシーンでも様々な状況が展開される。さらにキーラを現代に送り込んだ老アレック・サドラーが第1シーズン終了時点での若アレックの同一時間軸上の存在かどうかも謎であり、キーラを現代に送り込んだのも若い時にキーラに会っていたからという訳ではなく送り込む直前まで老アレックはキーラと面識すらなかったらしいことも暗示される。
第4シーズンでは時間軸の異なる2039年からブラッド・トンキンの仲間の戦士達がタイムトラベルしてくる。しかし彼らの目的は現代の侵略による自分達の未来の構築が目的だったため、未来を守ろうとするキーラを含む2077年からの来訪者との死闘に発展し、ブラッドはキーラと仲間との間で苦悩する。

#### フリーランサー
第1シーズン第10話で、キーラやLiber8以外の未来人の存在が示唆され、ジェイソンがフリーランサーという総称を用いた。第2シーズンでエシャー氏がキーラに明かしたところによると、フリーランサーは組織的な存在で、指の付け根にホクロ状の刺青が入っている。エシャー氏ことマーク・サドラーも元フリーランサーである。また、第2シーズン第10話のフラッシュバックでは、カーティス・チェンにも同じ印が見られる。主人公のキーラ自身も第3シーズン第1話で使命を帯びてフリーランサーとならざるをえなくなり、指の付け根に同じ印を持つようになる。
ウォーレンに率いられるフリーランサー・グループは、チェンを含む未来人の死体を盗み、蘇生させている。そしてフリーランサーとして現代に送り込んでいる。彼らはキーラのスーツの透明化機能などを打ち消す携帯装置を所持しているが、2077年にはそういう技術はまだなかったはずだということから、若アレックは「フリーランサーは2077年よりもっと未来から来たのだろう」と推測している。
ウォーレンによると、彼らの使命は、時空の歪を修復することらしい。実際に第2シーズン最終話の事件をきっかけに時空の歪が発生してしまい、第3シーズン以降の展開に繋がる。
尚、フリーランサーの背後にはトラベラーという時空の守護神の存在があり、稀に登場するがセリフは全くない。死から蘇ったチェンはトラベラーの忠実な僕として行動している。

#### タイムトラベル装置
Liber8たちが使用したタイムトラベル装置は手の平サイズの球形で、反物質エネルギーで起動するらしい。ウォーレンのグループとエシャー氏の両者が狙っている。ただしこの球形のタイムトラベル装置はそれ自体だけでタイムトラベルが可能な訳ではなく、巨大なエネルギー中で目的地へ向かう誘導装置として機能するらしい。

#### タイムトラベルの副作用
タイムトラベルは精神に悪影響を与えることがあるとされており、そのせいか、ジェイソンに精神異常の兆候が見られる。また、第2シーズン終盤ではルーカスが、死んだはずのカガミやチェンの幻覚を見るようになる。

## 製作

### 原案・企画
原案者のサイモン・バリーは、番組がShowcase局に採用された経緯を次のように語った。
プロデューサーのトム・ロウによると、最初の企画書は8ページあったが、さまざまな変更が加えられた。例えば、主人公は男性よりも女性の方が感情移入しやすいだろうということで変更された。主人公が女性になったことにより、母親という要素が導入されるなど、番組そのものの可能性が広がった。その他、放送局側から細かい注文があったが、パイロット脚本が出来上がった後はスムーズに進んだ。

### 製作陣
サイモン・バリーとパット・ウィリアムズに加え、 Reunion Pictures のトム・ロウが製作総指揮を担当することになった。また、ジェフ・キング（『ホワイトカラー』のプロデューサー）がサイモン・バリーに、ショーランナーとしてのノウハウを指導した。
第1話と第2話の監督は『24 -TWENTY FOUR-』のジョン・カサーが担当した。第2シーズンではアマンダ・タッピングも監督を務めている。
スタント・コーディネーターはキマニ・レイ・スミス が担当している。スミスは、撮影現場にあるもの（戦闘によって壊れた棚やガラスの破片など）を巧みに利用し、各俳優の得手不得手に応じて殺陣をコーディネートするため、脚本に細かい動きを書き込む必要がないという。

### キャスティング
まず主人公キーラ役がレイチェル・ニコルズに決まり、彼女に合わせる形で他のキャスティングが行われた。ニコルズにとって、自分が最初にキャスティングされた作品は本作が初めてであり、自分の相方俳優との相性テスト を行ったのも初めてである。ニコルズはLiber8を演じる俳優たちとは相性テストを行わなかったが、撮影初日にキャスト全員と対面した際、「これほど凄いキャストが集まっている番組なら、成功しないわけがない」と思ったという。プロデューサーのトム・ロウも、ミスの無いキャスティングになったと述べている。ショーランナーのサイモン・バリーは、キャストの意見を積極的に取り入れるようにしており、各登場人物を演じる俳優がキャラクター作りに大きく貢献している。
レイチェル・ニコルズ（キーラ・キャメロン役）
親友から「今、友人がキャスティングをやっていて、当面はカナダでしか放送予定がない番組だけど、パイロット脚本を読んで、あなたのことが思い浮かんだ」と電話があり、脚本を送ってくれた。5ページから10ページほど読んだところで大変気に入り、「このように、アクションとSFと事件ドラマの要素を併せ持つ女性キャラクターの役は、なかなかあるものではないし、母親役も未経験なので、絶対にやりたい」と思い、ニューヨークでのオーディションに参加した。『エイリアス』『G.I.ジョー』『コナン・ザ・バーバリアン』におけるアクション演技で、戦闘場面や武器の扱いにも慣れており、アクション俳優としての実績による説得力がアクション作品のオーディションではいつも役立つという。2011年12月に正式な出演依頼を受け、クリスマス休暇の頃に契約がまとまって2012年1月5日にバンクーバー入りした。それまで、一度もバンクーバーを訪れたことはなかった。原案者サイモン・バリーとの初対面も、バンクーバー到着後だった。第1シーズンの撮影が終わる5月半ばまでバンクーバーに滞在し、アメリカに戻った。『コナン』の時と同じスタント女優にもアクション・シーンをやってもらっているが、自分でもそういう訓練を受けており、アクション演技が好きなだけでなく、むしろ解放感を覚えるという。子供の頃にダンスを習っていた ニコルズは、アクション演技も1つ1つの動きを覚えて順番通りにまとめるという点でダンスと同じだと述べている。本作の撮影では腕や脚が痣だらけになっているが、本人は名誉勲章のようなものだと述べている。母親役のみでなく、妻役も初めてである。また、第2シーズンの製作・放送が決まったことにより、ニコルズにとっては『The Inside』『エイリアス』『クリミナル・マインド FBI行動分析課』で実現しなかった「2シーズン目」を初めて経験することになった。
ビクター・ウェブスター（カーロス・フォネグラ役）
レイチェル・ニコルズが、ともに相性テストを行った4人の男優のうち、ビクター・ウェブスターを第一候補に挙げた。ニコルズによれば、ウェブスターは背が高くて逞しく、優しい顔立ちで騙すのが辛くなるような人柄でありながら、「君を殺すこともできるんだぜ」という視線も合わせ持っており、番組の倫理的指針ともいうべきカーロスの役に最適だという。ウェブスターの配役は、相性テストの依頼電話から、相性テスト、正式な出演依頼、撮影開始のためのバンクーバー入りまで、わずか5日ほどの即決だった。「スタントマンの頭を後から見るよりも、画面ではっきり本人だとわかる方がキャラクターに深みが出る」という思いから、戦闘シーンの大部分を自分でこなしている。『スコーピオン・キング3』でも叩きのめされるシーンがあったが、本作でもシャワーの最中に襲われるシーンがある。しかし、週3回の総合格闘技トレーニングで打ち身には慣れており、多少の怪我をしてでも自分でやるのが好きだという。
エリック・ヌードセン（若アレック・サドラー役）
エリック・ヌードセンはトロント生まれ。天才コンピュータ少年アレックを演じるにあたって、自分の知らない専門用語が多いことに戸惑ったが、インターネットで発音などを調べて暗記・練習した。ヌードセンは自分の出番がない日でも撮影現場を訪れ、キーラの”頭の中の声”を画面外で読む。ニコルズによれば、ヌードセンは誰にも真似ができない独特な話し方をし、スタッフの朗読ではない”アレックの声”が実際に聞けることは、キーラとアレックの感情的な繋がりを表現するのに役立つという。第1シーズンでは、ヌードセン自身の収録は週1日のペースでまとめて行われた。ニコルズもやはり、自分が休みの日でもヌードセンの撮影現場に顔を出し、自分の台詞を画面外から読んで協力した。ヌードセンとウェブスターの共演シーンはほとんどなく、第1シーズン第9話が初めてである。第2シーズンでは、アレックが農場から都会に引っ越し、キーラと直接会うシーンが増える。

### 撮影
撮影はバンクーバー地域で行われており、バンクーバー公共図書館、ヴィクトリー・スクエア、CBC放送センター、バンクーバー美術館、The Centre やダウンタウンの街並などが劇中で見られる。バンクーバーには、すでに未来的に見える場所が多いため、未来世界のシーンでもグリーンバック撮影を多用する必要がなく、実在の建物を撮影してからCG加工を行っている。
バンクーバー撮影作品の舞台設定はアメリカ合衆国の街であることが多いが、本作では撮影も舞台設定もバンクーバーとなっている。現地に長年住んでいるサイモン・バリーは、この物語の舞台がバンクーバーである必然性はないものの、バンクーバーの個性を表に出せることは良い付加価値だと述べている。ビクター・ウェブスターは、本作ではバンクーバーの名所や美しさを堂々と見せることができるだけでなく、『Xファイル』と同様に悪天候でさえも心情描写や雰囲気作りに役立っていると語る。カナダのファンの間でも「バンクーバーがニューヨークやシアトルのふりをしない、まるまるバンクーバーの番組が遂に登場した」と喜ばれている。

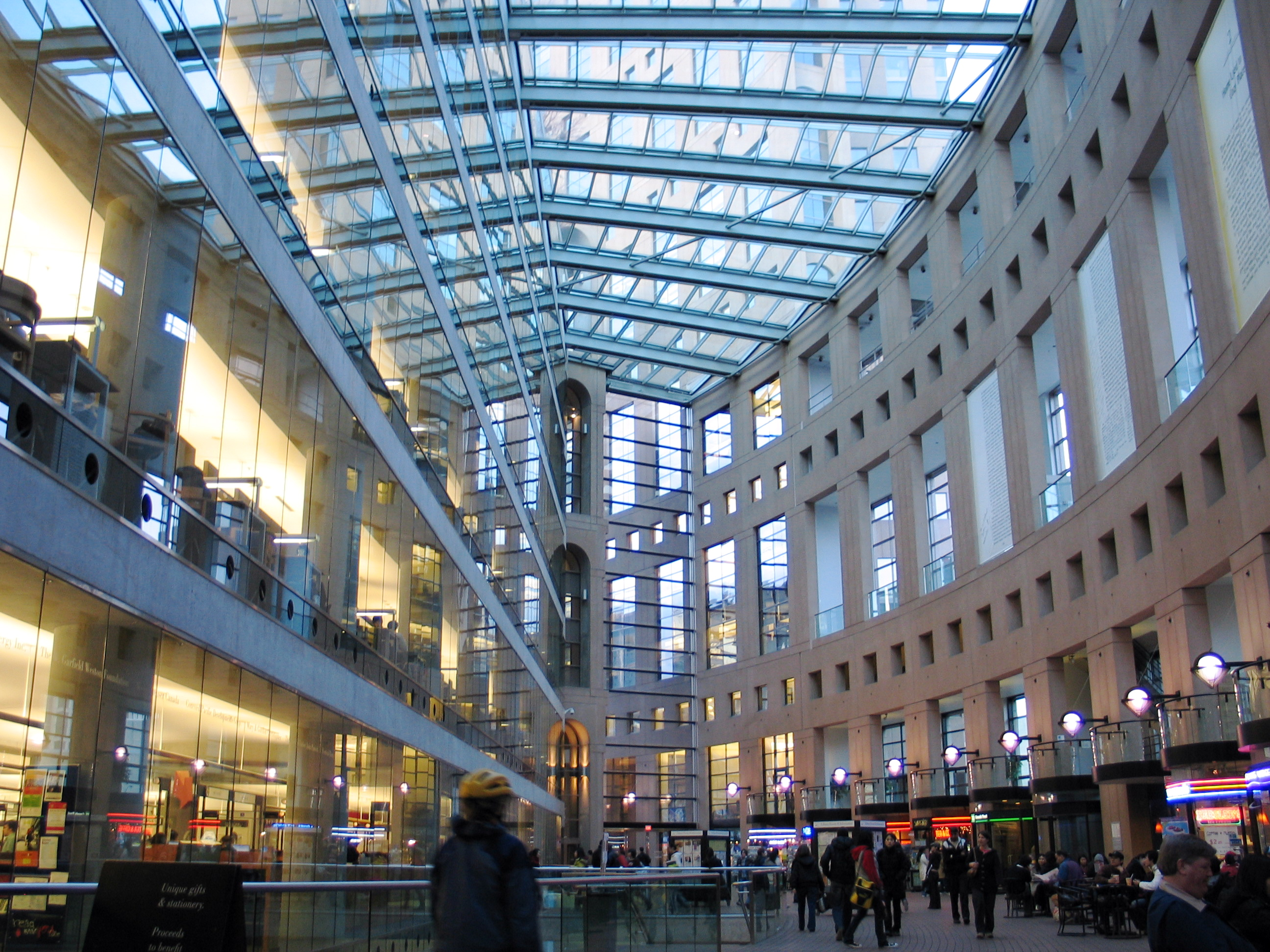
バンクーバー公共図書館のアトリウム
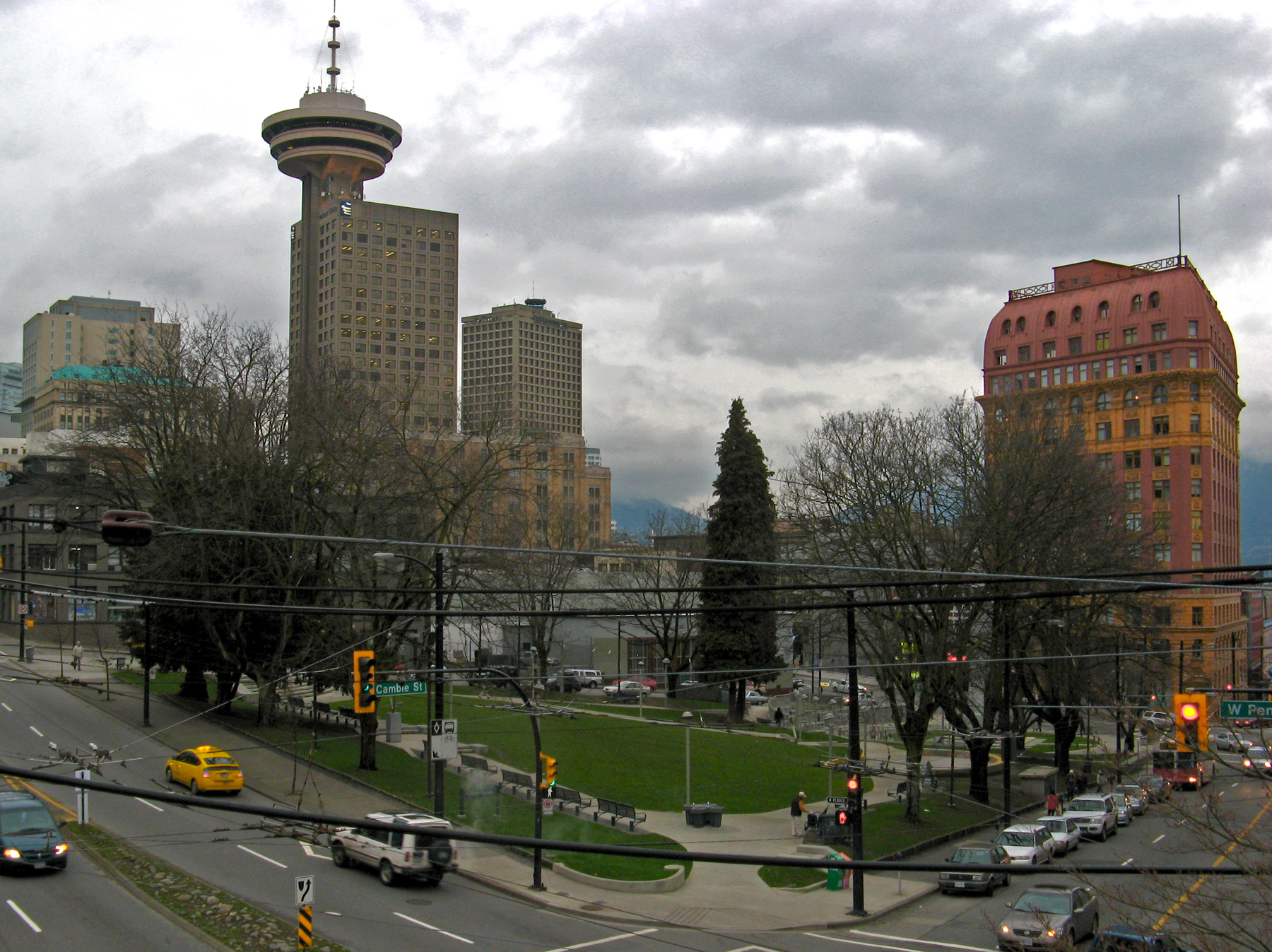
ヴィクトリー・スクエア
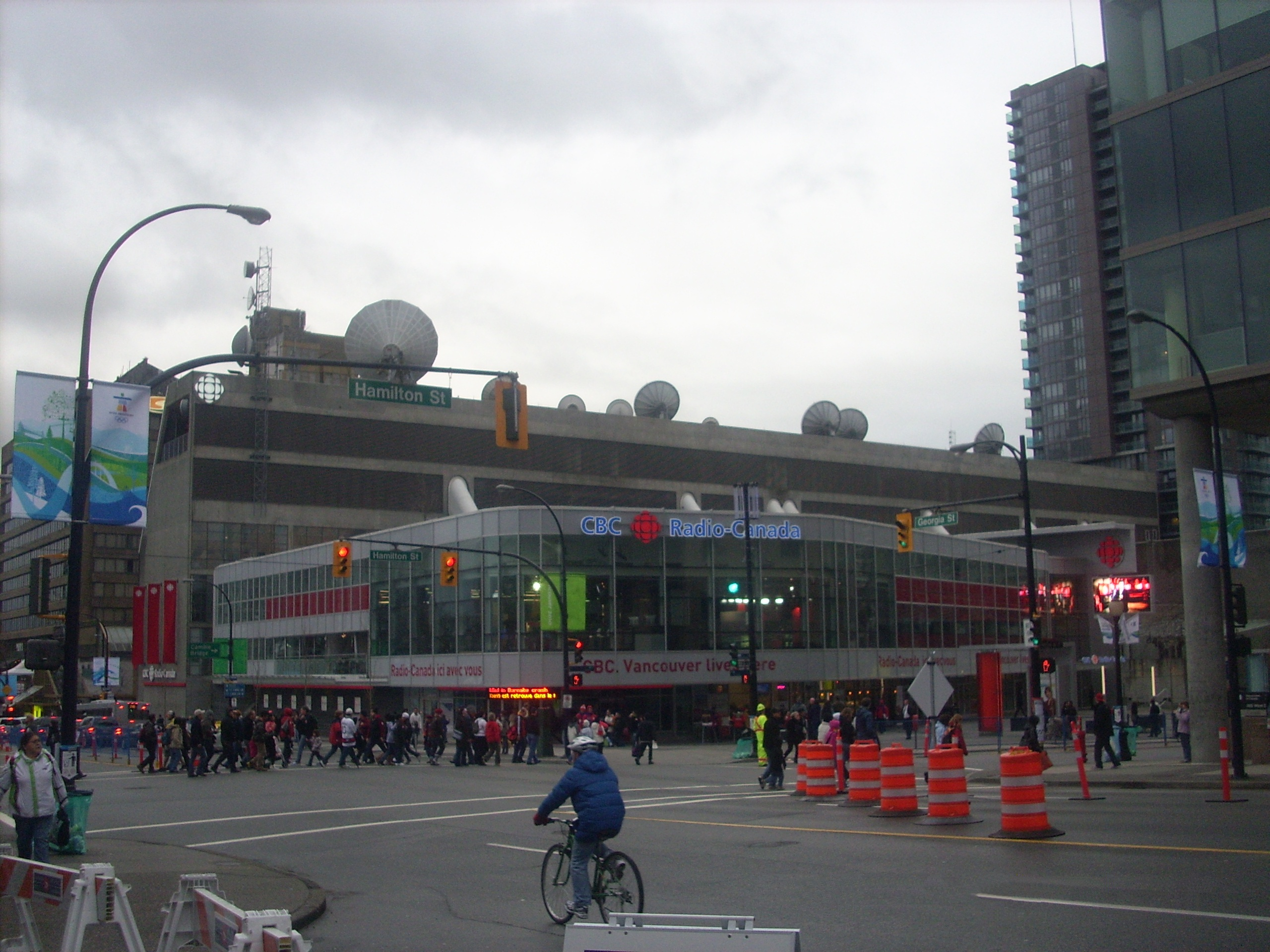
CBC放送センター
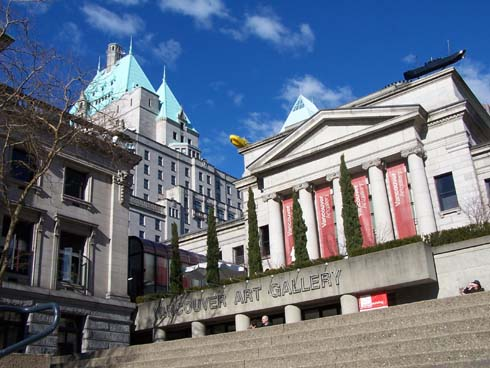
バンクーバー美術館
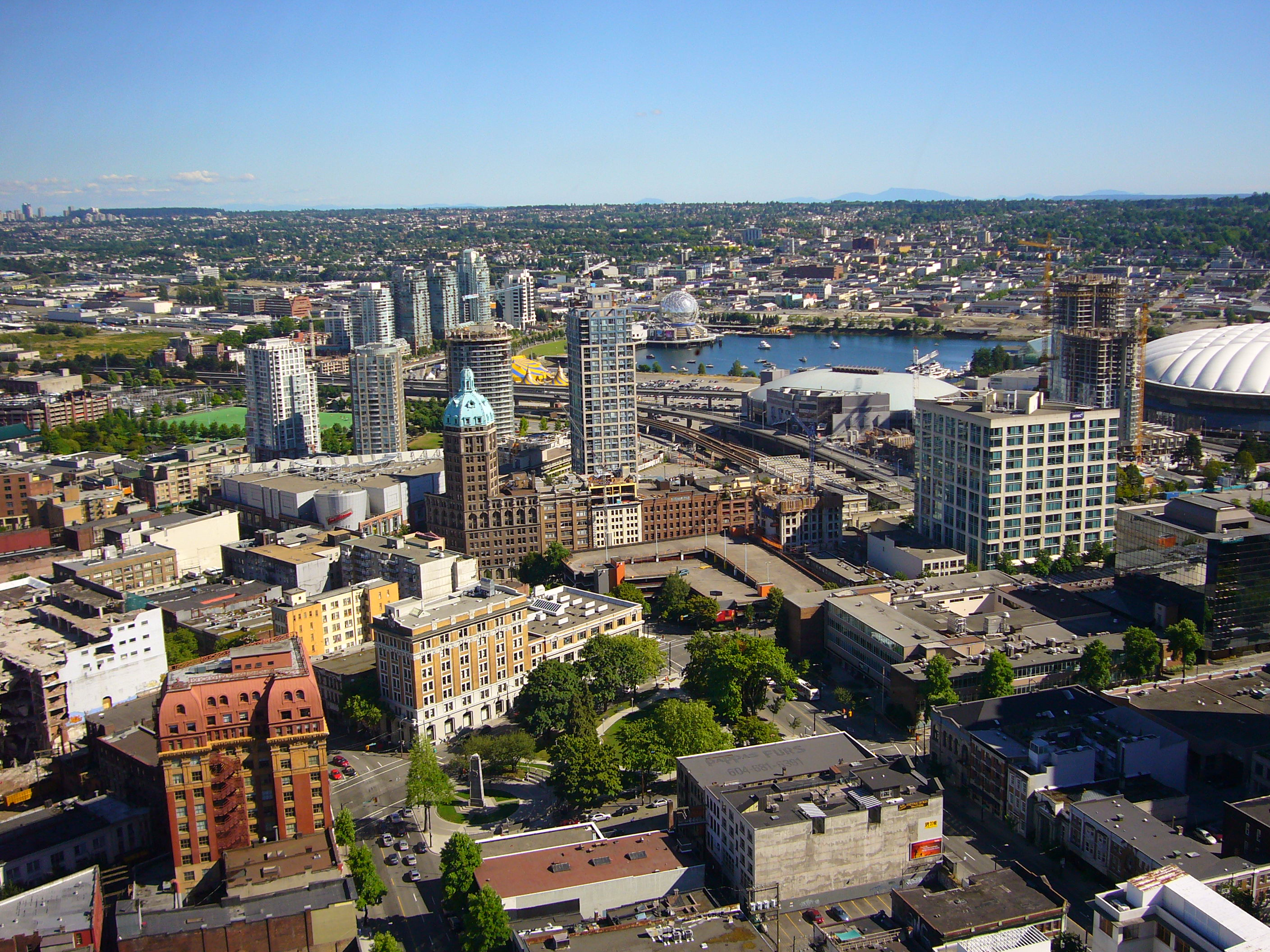
ダウンタウン地域
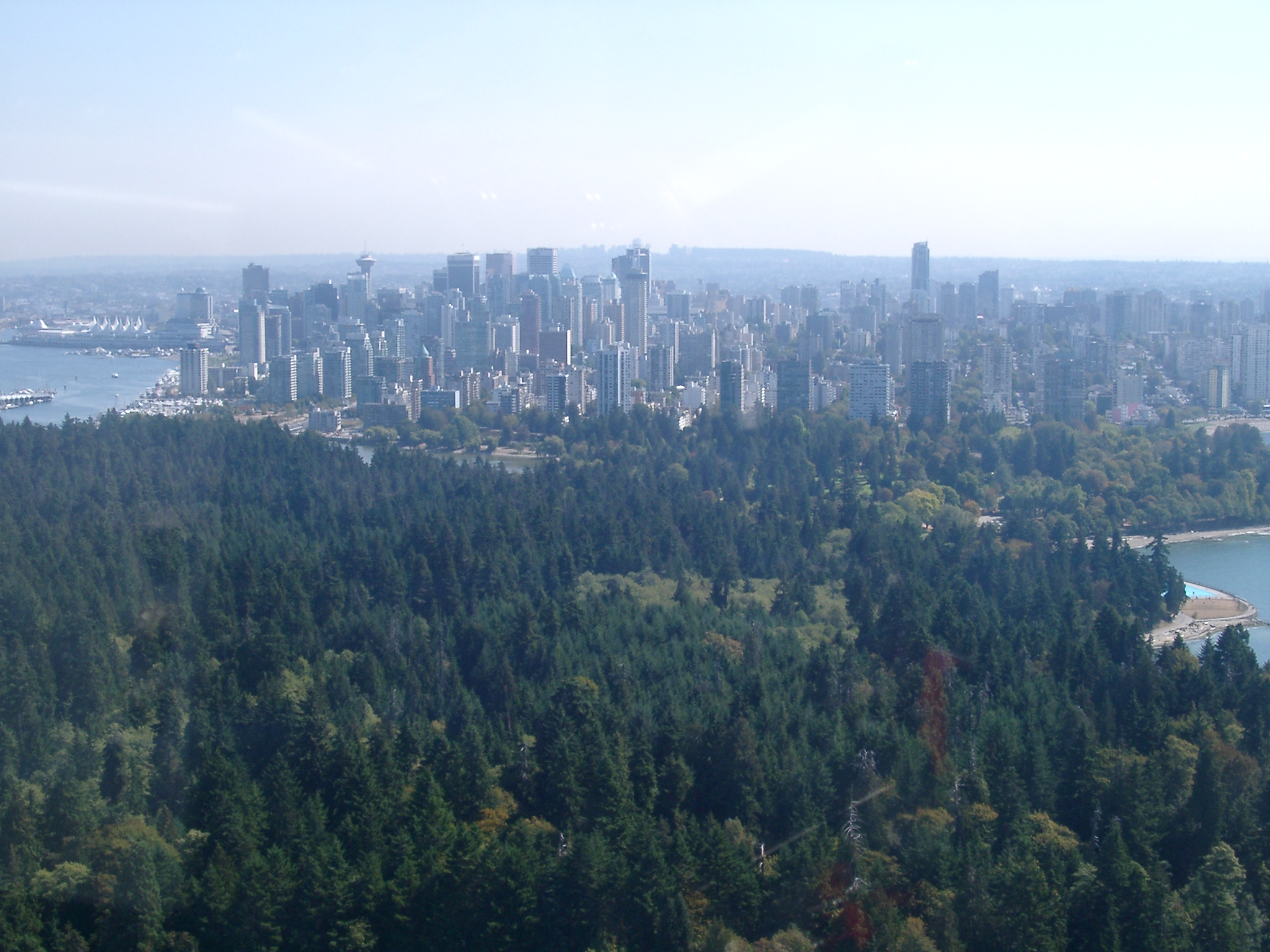
スタンレーパーク上空から望むダウンタウン

各エピソードの撮影は、7 - 8日間で行われている。製作側の意図で毎シーズンのエピソード数が10 - 13話程度に抑えてある。そのため、撮影期間が比較的短く、毎年1月から5月ないし6月までとなっている。カナダでの放送開始前に第1シーズン全10話の撮影を終了していた。第2シーズンの撮影は2013年1月下旬に始まり、同6月6日に終了した。
なお、本作同様に撮影も舞台設定もバンクーバーとなっているテレビドラマには、やはり2012年に放送開始となった『プライミーバル:ニューワールド』（『プライミーバル』のカナダ版スピンオフ）がある が、そちらは1シーズン限りで打ち切りとなった。

### 構成
- 各話とも、2070年代のシーンで始まり、2070年代のシーンで終わる”ブックエンド”構成になっている[20]。ただし第3シリーズでは別時空のシーンとなっていることもあり、キーラのいた2077年までの時間軸にはなかったはずの化学兵器使用により修羅場と化した場面も登場する。
- 意図的に、善玉と悪玉の区別が曖昧にしてある[20]。
- 現代社会の良い面・悪い面を、視聴者がキーラの目を通してあらためて見られるようになっている[62]。
- 『GALACTICA/ギャラクティカ』において、遠い宇宙の出来事が現代の地球にも関わりのあるテーマや概念に巧みに結び付けられていたことをヒントに、本作では2077年の社会を現代社会に結び付ける努力がなされている[62]。
- 物語の結末はすでに決まっているが、そこに至る過程には柔軟性を持たせてある[62]。

## 放送状況とエピソード一覧
| シーズン | シーズン | 原題 | カナダでの初回放送日 | カナダでの初回放送日 | DVD 発売日     | DVD 発売日    | DVD 発売日     |
| シーズン | シーズン | 原題 | シーズン第1話        | シーズン最終話       | リージョン1    | リージョン2   | リージョン4    |
| -------- | -------- | ---- | -------------------- | -------------------- | -------------- | ------------- | -------------- |
|          | 1        | 10   | 2012年5月27日        | 2012年8月5日         | 2013年3月26日  | 2013年1月28日 | 2013年4月24日  |
|          | 2        | 13   | 2013年4月21日        | 2013年8月4日         | 2014年3月25日  | 2014年4月7日  | 2014年7月3日   |
|          | 3        | 13   | 2014年3月16日        | 2014年6月22日        | 2014年12月23日 | N/A           | 2014年12月18日 |
|          | 4        | 6    | 2015年               | 2015年               | N/A            | N/A           | N/A            |

### 第1シーズン
- カナダ - 2012年5月27日、Showcase（英語版）局で放送開始[11][23]。
- イギリス - 2012年9月27日、Syfy局で放送開始[1][20][85][86]。
- ベルギー - 2012年12月9日、2BE局で放送開始[87]。
- アメリカ合衆国 - 2013年1月14日、Syfy局で放送開始[11][88]。同3月18日、シーズン最終話が放送[38]。
  - アメリカでの第1シーズンの視聴者数は135万人[9]。25-54歳層では64万4000人でケーブルテレビ・エンタテインメント番組ランキングの第6位、18-49歳層では53万7000人で同第10位であった[9][26]。
- オーストラリア - 2013年2月21日、SF局で放送開始[89]。
- 日本 - 2014年12月18日、AXNチャンネルで放送開始。

※第1シーズンの各エピソード英語タイトルには "time" が含まれている。
| 通算 No. | No. | タイトル                                | 監督                     | 脚本                                                | カナダでの初回放送日 |
| -------- | --- | --------------------------------------- | ------------------------ | --------------------------------------------------- | -------------------- |
| 1        | 1   | "未来からの来訪者" "A Stitch In Time"   | ジョン・カサー           | サイモン・バリー                                    | 2012年5月27日        |
| 2        | 2   | "キーラの約束" "Fast Times"             | ジョン・カサー           | ジェフ・キング                                      | 2012年6月3日         |
| 3        | 3   | "穴の開いた死体" "Wasting Time"         | デヴィッド・フレイジー   | サイモン・バリー                                    | 2012年6月10日        |
| 4        | 4   | "神の約束" "Matter of Time"             | マイケル・ロール         | サム・イーガン                                      | 2012年6月17日        |
| 5        | 5   | "親殺しのパラドックス" "A Test of Time" | パット・ウィリアムズ     | ジェフ・キング                                      | 2012年6月24日        |
| 6        | 6   | "革命への火蓋" "Time's Up"              | レイチェル・タラレイ     | ジェレミー・スミス & ジョナサン・ロイド・ウォーカー | 2012年7月8日         |
| 7        | 7   | "真偽の審判" "The Politics Of Time"     | パット・ウィリアムズ     | サラ・B・クーパー                                   | 2012年7月15日        |
| 8        | 8   | "壊されたプログラム" "Playtime"         | ポール・シャピロ         | アンドレア・スティーヴンス                          | 2012年7月22日        |
| 9        | 9   | "テセウスの悲劇" "Family Time"          | ウィリアム・ウェアリング | フロイド・ケイン                                    | 2012年7月29日        |
| 10       | 10  | "EndTimes" "Endtimes"                   | パット・ウィリアムズ     | サイモン・バリー                                    | 2012年8月5日         |

### 第2シーズン
- 2012年8月25日 - 製作発表[24]。
- 2013年1月下旬 - 撮影開始[25]。
- カナダ - 2013年4月21日、Showcase局で放送開始[25][36]。同8月4日にシーズン最終話が放送。
- イギリス - 2013年5月23日、Syfy局で放送開始[92]。
- アメリカ合衆国 - 2013年6月7日、Syfy局で放送開始[9][25][26][31][93]。
- 日本 - 2016年1月15日からAXNで放送開始。

※第2シーズンの各エピソード英語タイトルには "second" が含まれている。
| 通算 No. | No. | タイトル                             | 監督                     | 脚本                           | カナダでの初回放送日 |
| -------- | --- | ------------------------------------ | ------------------------ | ------------------------------ | -------------------- |
| 11       | 1   | "アレックの苦悩" "Second Chances"    | パット・ウィリアムズ     | サイモン・バリー               | 2013年4月21日        |
| 12       | 2   | "それぞれの試練" "Split Second"      | パット・ウィリアムズ     | サイモン・バリー               | 2013年4月28日        |
| 13       | 3   | "記憶のステロイド" "Second Thoughts" | ウィリアム・ウェアリング | サム・イーガン                 | 2013年5月5日         |
| 14       | 4   | "素敵な相棒" "Second Skin"           | ウィリアム・ウェアリング | シェリー・エリクセン           | 2013年5月12日        |
| 15       | 5   | "サムの誕生日" "Second Opinion"      | パット・ウィリアムズ     | ジェフ・キング                 | 2013年5月26日        |
| 16       | 6   | "未来からの警告" "Second Truths"     | パット・ウィリアムズ     | ジョナサン・ロイド・ウォーカー | 2013年6月2日         |
| 17       | 7   | "歪んだ裁判" "Second Degree"         | デヴィッド・フレイジー   | ジェレミー・スミス             | 2013年6月9日         |
| 18       | 8   | "刻まれた印" "Second Listen"         | デヴィッド・フレイジー   | シェリー・エリクセン           | 2013年6月16日        |
| 19       | 9   | "テセウス誕生" "Seconds"             | マイケル・ロール         | ラウル・サンチェス・イングリス | 2013年7月7日         |
| 20       | 10  | "絡み合う思惑" "Second Wave"         | マイケル・ロール         | マット・ベナブルズ             | 2013年7月14日        |
| 21       | 11  | "侵略された街" "Second Guess"        | サイモン・バリー         | サム・イーガン                 | 2013年7月21日        |
| 22       | 12  | "初恋の結末" "Second Last"           | アマンダ・タッピング     | サイモン・バリー               | 2013年7月28日        |
| 23       | 13  | "砕かれた希望" "Second Time"         | パット・ウィリアムズ     | サイモン・バリー               | 2013年8月4日         |

### 第3シーズン
- 2013年6月5日 - トロントで開催されたアップフロント・プレゼンテーション（英語版）において、第3シーズンも継続されることが正式発表された[26]。
- カナダ - 2014年3月16日から6月22日まで放送された[27][81]。
- アメリカ合衆国 - 2014年4月4日から6月27日まで放送された[97]。

※第3シーズンの各エピソード英語タイトルには "minute" が含まれている。
| 通算 No. | No. | タイトル                      | 監督                     | 脚本                                    | カナダでの初回放送日 |
| -------- | --- | ----------------------------- | ------------------------ | --------------------------------------- | -------------------- |
| 24       | 1   | "Minute by Minute"            | パット・ウィリアムズ     | サイモン・バリー                        | 2014年3月16日        |
| 25       | 2   | "Minute Man"                  | パット・ウィリアムズ     | サイモン・バリー                        | 2014年3月23日        |
| 26       | 3   | "Minute to Win It"            | パット・ウィリアムズ     | シェリー・エリクセン                    | 2014年3月30日        |
| 27       | 4   | "A Minute Changes Everything" | ウィリアム・ウェアリング | デニス・マクグラス                      | 2014年4月6日         |
| 28       | 5   | "30 Minutes to Air"           | ウィリアム・ウェアリング | ジョナサン・ロイド・ウォーカー          | 2014年4月13日        |
| 29       | 6   | "Wasted Minute"               | アマンダ・タッピング     | ジェレミー・スミス & マット・ベナブルズ | 2014年4月13日        |
| 30       | 7   | "Waning Minutes"              | アマンダ・タッピング     | サム・イーガン                          | 2014年4月20日        |
| 31       | 8   | "So Do Our Minutes Hasten"    | パット・ウィリアムズ     | ジェフ・キング                          | 2014年4月13日        |
| 32       | 9   | "Minute of Silence"           | パット・ウィリアムズ     | サイモン・バリー                        | 2014年4月13日        |
| 33       | 10  | "Revolutions Per Minute"      | デヴィッド・フレイジー   | デニス・マクグラス                      | 2014年4月13日        |
| 34       | 11  | "3 Minutes to Midnight"       | デヴィッド・フレイジー   | ジョナサン・ロイド・ウォーカー          | 2014年4月13日        |
| 35       | 12  | "The Dying Minutes"           | サイモン・バリー         | シェリー・エリクセン                    | 2014年4月13日        |
| 36       | 13  | "Last Minute"                 | ウィリアム・ウェアリング | サイモン・バリー                        | 2014年4月13日        |

### 第4シーズン
- 2014年12月9日、2015年の第4シーズンを最終シーズンとし、6話で完結となることが主演のレイチェル・ニコルズにより発表された[84]

| No. in series | No. in season | Title                | Directed by      | Written by                  | Original air date |
| ------------- | ------------- | -------------------- | ---------------- | --------------------------- | ----------------- |
| 37            | 1             | "Lost Hours"         | Pat Williams     | Simon Barry                 | 2015年9月4日      |
| 38            | 2             | "Ruch Hour"          | Patrick Williams | Shelley Eriksen             | 2015年9月11日     |
| 39            | 3             | "Power Hour"         | David Frazee     | Jeremy Smith & Todd Ireland | 2015年9月18日     |
| 40            | 4             | "Zero Hour"          | David Frazee     | Jonathan Lloyd Walker       | 2015年9月25日     |
| 41            | 5             | "The Desperate Hour" | Patrick Williams | Shelley Eriksen             | 2015年10月2日     |
| 42            | 6             | "Final Hour"         | Patrick Williams | Simon Barry                 | 2015年10月9日     |

## オンデマンド放送など
※利用地域が限定されたり登録が必要な場合もあるので注意。

### フル・エピソード
- カナダ - Continuum - Shaw On Demand
- アメリカ合衆国 - Syfy - Time Warner Cable On Demand

### 特別映像
これらのサイトでは、予告編、名場面、舞台裏映像、インタビュー映像などが鑑賞可能。
- Show Case 公式チャンネル - YouTube
- Continuum - Syfy Video

## 映像ソフト

### 第1シーズンの映像ソフト
- リージョン1（北米盤） DVD & Blu-ray - 2013年3月26日発売[29][30]
  - 収録時間： 441分[29]
  - レイティング： なし[29]
  - 音声： 英語のみ[30]
    - DVD - Dolby Digital 5.1
    - Blu-ray - 24-bit DTS-HD Master Audio 5.1[29][30]

  - 字幕： 英語 (SDH) のみ[30]
  - 特典映像： Meet the Makers, Protectors, and Terrorists (SD, 19分)[29][30] - サイモン・バリー、レイチェル・ニコルズ、ビクター・ウェブスター、エリック・ヌードセン、トニー・アメンドーラのインタビュー[29][30]
  - オーディオコメンタリー： なし[30]
- リージョン2（UK盤） DVDのみ - 2013年1月28日発売[35]
  - 収録時間： 420分[73]

### 第2シーズンの映像ソフト
- リージョン1（北米盤） DVD & Blu-ray - 2014年3月25日発売[98]
  - 特典映像： Continuum: Behind the Scenes[98]
  - オーディオコメンタリー： 全13話のうち11話にコメンタリーあり[98]。

## 反響と評価

### 反響
レイチェル・ニコルズによると、カナダでの第1話の放送直後、評判がTwitterで山火事のように広がった。未放送であるはずのロシアやシンガポールを含む世界中のファンから応援のTwitterが届くという。カナダでの第2話の放送後、まだアメリカ合衆国では放送されていなかったにも関わらず、IMDbのベストテレビ番組リストの第3位に選ばれた。
Showcase局のあらゆる視聴率記録を塗り替え、カナダのスペシャルティ局番組 としても大ヒットだった だけでなく、違法ダウンロードが7週連続で世界一多い番組となった。ニコルズは「盗んだことに感謝するわけにはいかないけど、そういうことがあったという事実を誇りに思う」と語った。

### 評論
『SciFiNow』誌の James Hoare は、レイチェル・ニコルズのキャラクターはバフィー・サマーズ、シドニー・ブリストウ、オリビア・ダナムといった、SFファンタジー分野における有能かつ規範的なアクションヒロインたちの仲間入りをしたと述べている。
『ニューヨーク・タイムズ』紙の Neil Genzlinger は、本作を「巧妙」（ slick ）と評した。
『デイリーニューズ』紙の David Hinckley は、本作は同じく警官がタイムトラベルするテレビドラマ『Life on Mars』よりも「賢い」（ smart ）として、3つ星を与えた。また、『Life on Mars』とは異なり、本作はケーブル番組であるため、『Life on Mars』の打ち切りを防ごうとした中核ファンと同程度の視聴者数が得られれば、じゅうぶん継続できるだろうと Hinckleyは見ている。
『エンターテインメント・ウィークリー』誌のケン・タッカーは、最初の2話までを見た時点で、本作を「サクっとした、クラッカー・ジャック番組」（ a crisp, crackerjack series ）だと評し、しっかりした脚本とレイチェル・ニコルズの「魂のこもった演技」（ soulful performance ）の組み合わせによって、説得力がある作品になっていると称賛した。また、Liber8の政治思想とキーラが守ろうとする未来像との間の確執にも好奇心をそそられると述べている。タッカーは、欠点になり得る可能性のある要素として、2点を挙げる。1つは、キーラが夫と息子を想って泣く描写で、主人公への感情移入は大切だが、あまり感傷的になり過ぎてはいけないと指摘。もう1つは、ハンサムで逞しいフォネグラ刑事との『キャッスル 〜ミステリー作家は事件がお好き』的な「付くか付かないか」関係が序盤ですでに芽生えているように見える点で、そういう展開は避けてほしいとしている。そしてタッカーは、アクション描写と登場人物たちの行動理念という焦点が維持される限り、本作を見続ける価値があると結んでいる。ちなみに、サイモン・バリーは、キーラとカーロスの恋愛は絶対にあり得ないとしている。
『デイリー・テレグラフ』紙の Alice Vincent は第1シーズン DVD のレビューにおいて、本作は犯罪ドラマとSFという組み合わせを上手く生かせずに型に嵌り過ぎており、キーラ・キャメロン役のレイチェル・ニコルズも退屈だ（ uninspiring ）として、2つ星を与えた。テロリスト／自由闘士の倫理的に曖昧な部分をもっと掘り下げれば面白くなるだろうが、第1シーズンを見る限りでは、アクション過剰でドラマに深みがなく、なんとなく繋がっている話がダラダラと続くだけだと酷評している。エリック・ヌードセン演じるアレック・サドラーのギーク的な説得力がせめてもの救いだが、キーラとの関係が十分に探られていないという。
『SciFiNow』誌の Michael Simpson は第1シーズン DVD のレビューにおいて、本作はバンクーバーの美しさをフル活用しているが、脚本は少々物足りないとして、3つ星を与えた。具体的には、タイムトラベル技術という仕掛けや社会的テーマを生かしきれておらず、プロシージュラル（”手続き”）・ドラマ にありがちな手法に頼り過ぎており、自由闘志を名乗る悪役たちは解放すべき民衆を躊躇無く殺す平面的な悪漢で精神病者だという問題点を挙げた。その一方で、展開の速さや登場人物への感情移入という点では評価できるとしている。そして、ウィリアム・B・デイヴィスが演じる老アレック・サドラーは『FRINGE/フリンジ』のウィリアム・ベルに似ているものの、彼が貢献している意欲的な第1シーズン・クライマックスから、第2シーズンではもっとレベルが高い物語が期待できそうだと結んだ。
『SFX』誌の Richard Edwards は第1シーズン DVD のレビューにおいて、このカナダの大ヒット番組はアメリカの最優秀番組に引けを取らないぐらい素晴しく、新鮮な知的さを備えたSF作品であり、ハイテク装置も魅力的で、「凄い」と感じさせる要素ともっともらしさの微妙なバランスがうまく取れていると評した。感情的描写が行き過ぎたり、”今週の事件”と未来世界のフラッシュバックが少々噛み合わないことがあったり、キーラのスーツの万能さが脚本陣にとっての抜け道になっている傾向も見られるが、第1シーズン終盤数話の展開はとても興味深く番組のレベルを押し上げるものであり、第2シーズンに大きな期待を持たせてくれるとして、3つ星半（3.5星）を与えた。
High-Def Digest の Aaron Peck は第1シーズン Blu-ray のレビューにおいて、本作は知的・明敏で、設定が深く考え抜かれており、未来技術も実用的で説得力があり、タイムパラドックスやバタフライ効果に関する少々の懸念を忘れて楽しめる番組だとして、本編に4つ星、Blu-rayに3つ星を与えた。
DVD Talk の Adam Tyner は第1シーズン Blu-ray のレビューにおいて、本作は連続SFアクションドラマと手軽なプロシージュラル・ドラマのバランスが完璧に取れた作品だと評し、4つ星を与えた。また、キーラの万能スーツの故障によってドラマ性を向上させたことで、脚本陣を高く評価している。そして、本作は機知に富んでいて、ユーモアもあり、エキサイティングで、かつ胸が張り裂けるような要素もあって中毒性に満ちているとし、できれば一気に全10話を見るべきだと結んでいる。

### 受賞・ノミネート
レオ・アワード
2013年、第15回レオ・アワード（対象は2012年の作品）において、最多16個のノミネートを受け、うち7個を受賞した。
- 受賞[104][105]
  - 最優秀ドラマ番組
  - 最優秀助演男優 - リチャード・ハーモン（ "Family Time" ）
  - 最優秀ゲスト男優 - イアン・トレイシー（ "End Times" ）
  - 最優秀監督 - ウィリアム・ウェアリング（ "Family Time" ）
  - 最優秀脚本 - サイモン・バリー（ "End Times" ）
  - 最優秀映像編集 - アリソン・グレイス[106]（ "Family Time" ）
  - 最優秀衣装デザイン - マヤ・マニ[107]（ "A Stitch In Time" ）
- その他のノミネート[108]
  - 監督 - パトリック・ウィリアムズ（ "End Times" ）
  - 美術 - マイケル・ウェイル[109]（ "End Times" ）
  - 映像編集 - アラン・リー（英語版）（ "End Times" ）
  - 製作デザイン - クリス・オーガスト[110]（ "End Times" ）
  - スタント・コーディネイター - キマニ・レイ・スミス[69]（ "Wasting Time" ）
  - ゲスト男優 - ジェシー・モス（ "Matter of Time" ）
  - 助演男優 - ブライアン・マーキンソン（ "End Times" ）
  - 助演女優 - ジェニファー・スペンス（ "Playtime" ）
  - 助演女優 - レクサ・ドイグ（ "End Times" ）